# 12-та бригада територіальної оборони (Польща)
12-та Великопольська бригада територіальної оборони (') — військове з'єднання військ територіальної оборони Війська Польського. Бригада дислокується у м.Познань Великопольського воєводства.

## Структура
Станом на 2018:
- штаб бригади, Познань
- 121 батальйон легкої піхоти, Познань-Лявиця[pl]
- 122 батальйон легкої піхоти, Доляшево
- 123 батальйон легкої піхоти, Турек
- 124 батальйон легкої піхоти, Сьрем
- 125 батальйон легкої піхоти, Лешно

## Командування
- полковник Рафаль Мєрнік[2]